# Alexandre Falguière
Jean Alexandre Joseph Falguière (ur. 7 września 1831 w Tuluzie, zm. 20 kwietnia 1900 w Paryżu) – francuski rzeźbiarz i malarz.
Studiował w Paryżu w École des Beaux-Arts, w 1859 r. otrzymał nagrodę Prix de Rome. W 1878 r. został oficerem Legii Honorowej. Od 1882 r. był członkiem Académie des Beaux-Arts.
Inspirował się sztuką antyczną i renesansu, skłaniając się w kierunku realizmu. Tworzył m.in. popiersia i pomniki oraz akty kobiece (np. Diana Łowczyni, 1882). Jego najbardziej prestiżowe zamówienia Triumf Republiki i Pomnik Rewolucji nie zostały zrealizowane.
Zajmował się również malarstwem.

## Prace

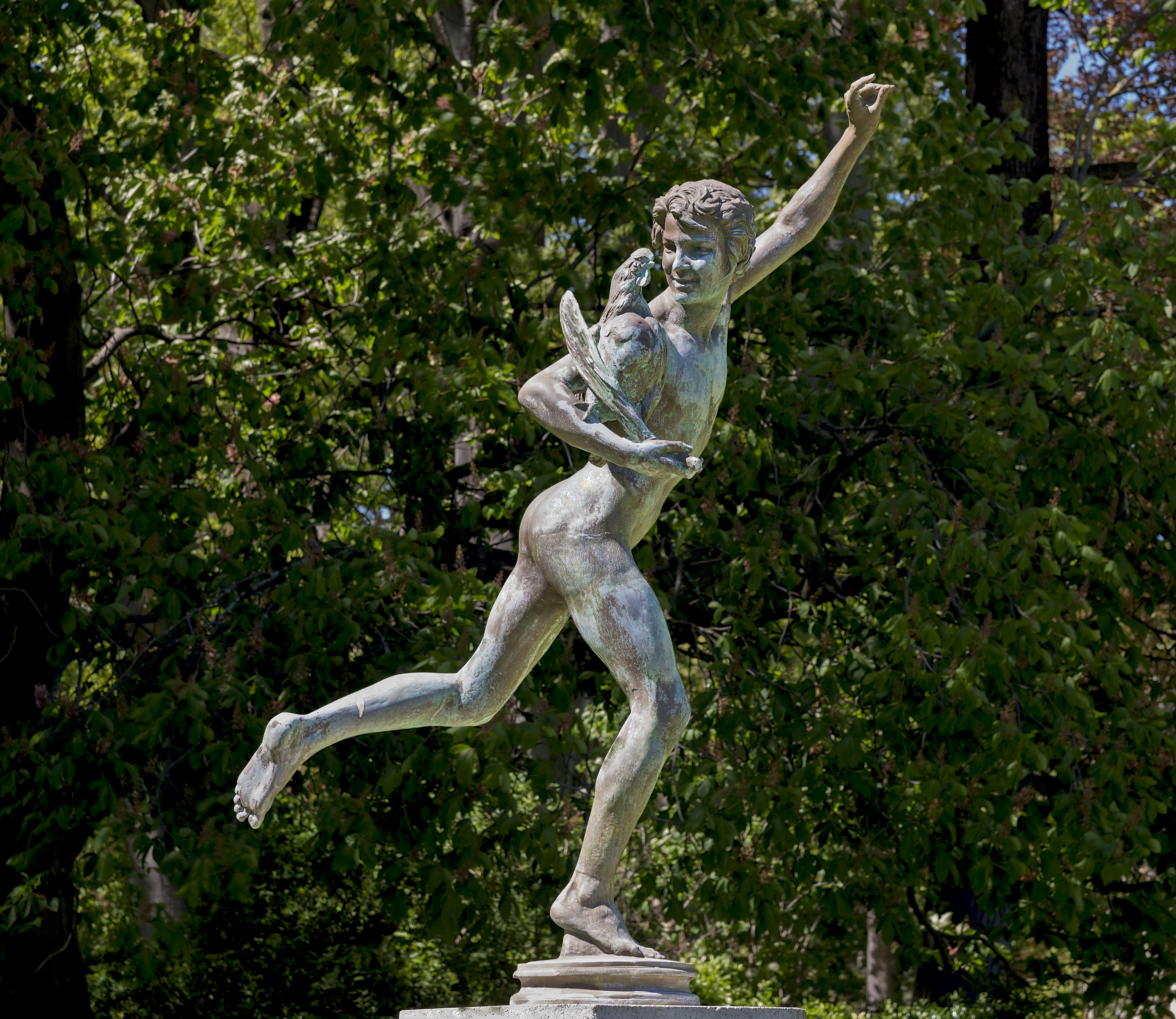
Vainqueur au combat de coqs (1864)
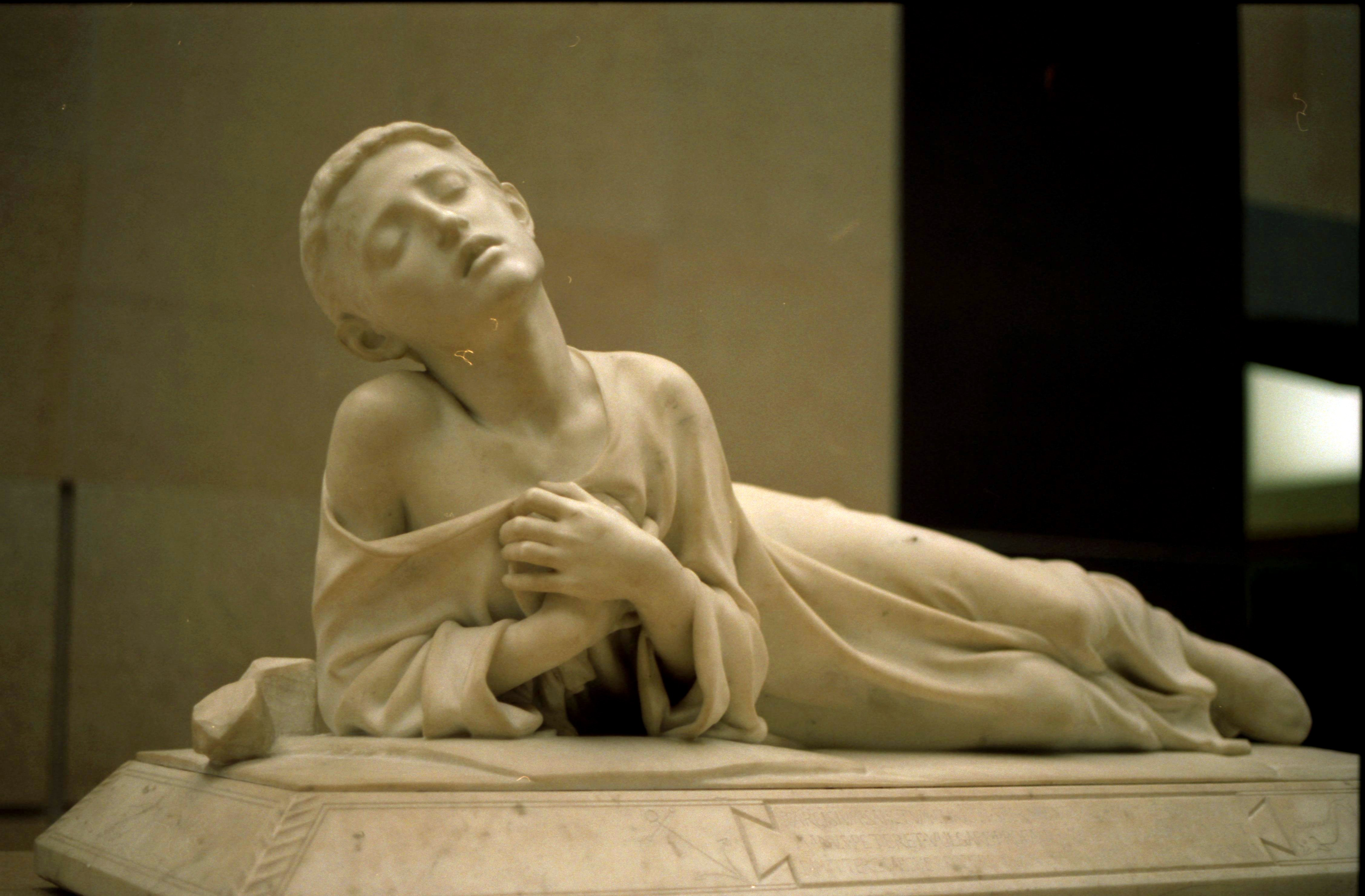
Tarcisius, martyr chrétien (1868)
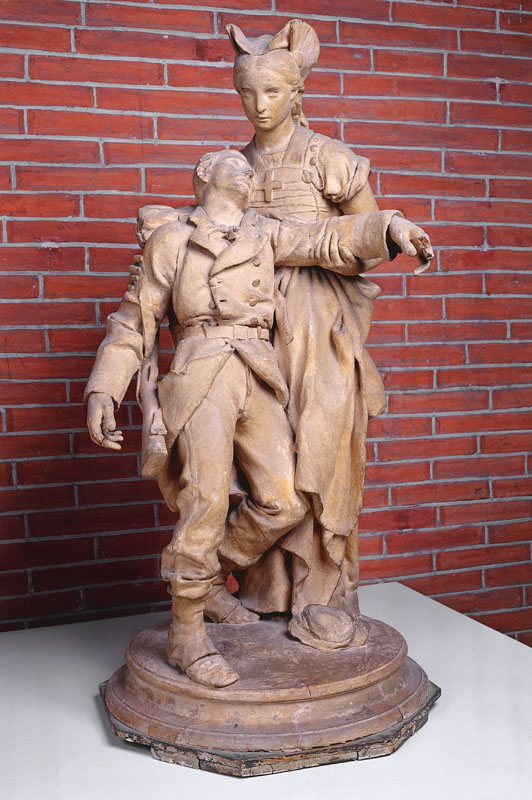
La Suisse accueille l’Armée française (1874)
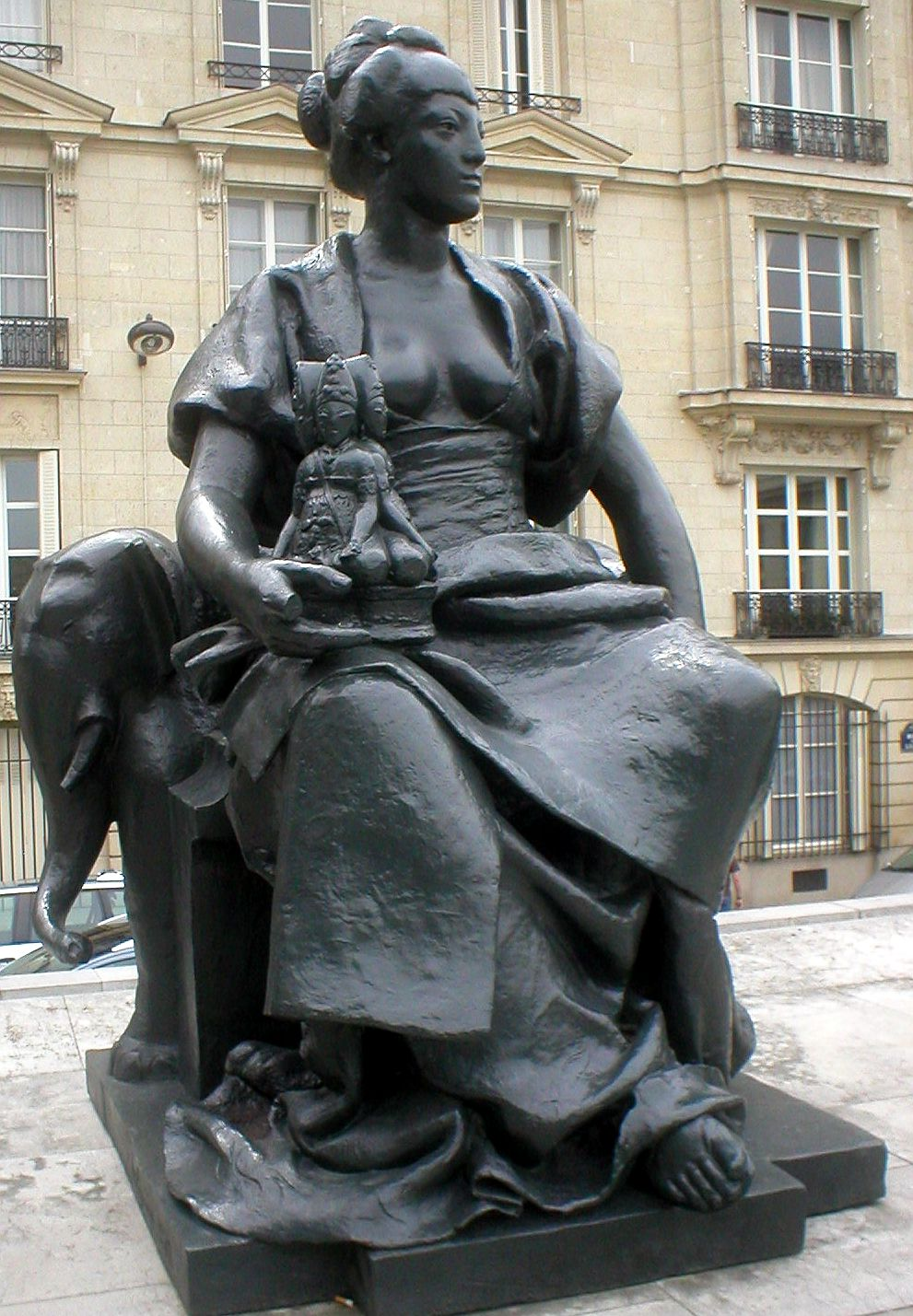
L’Asie (1878)
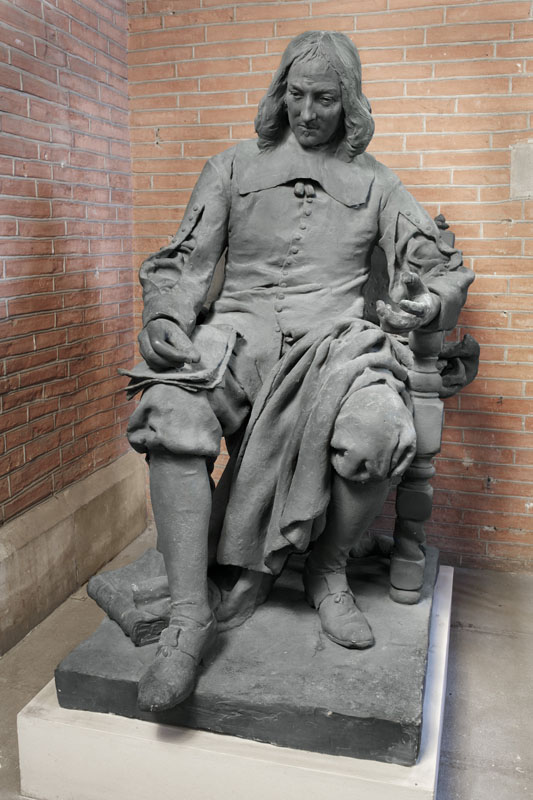
Pierre de Fermat (1881)
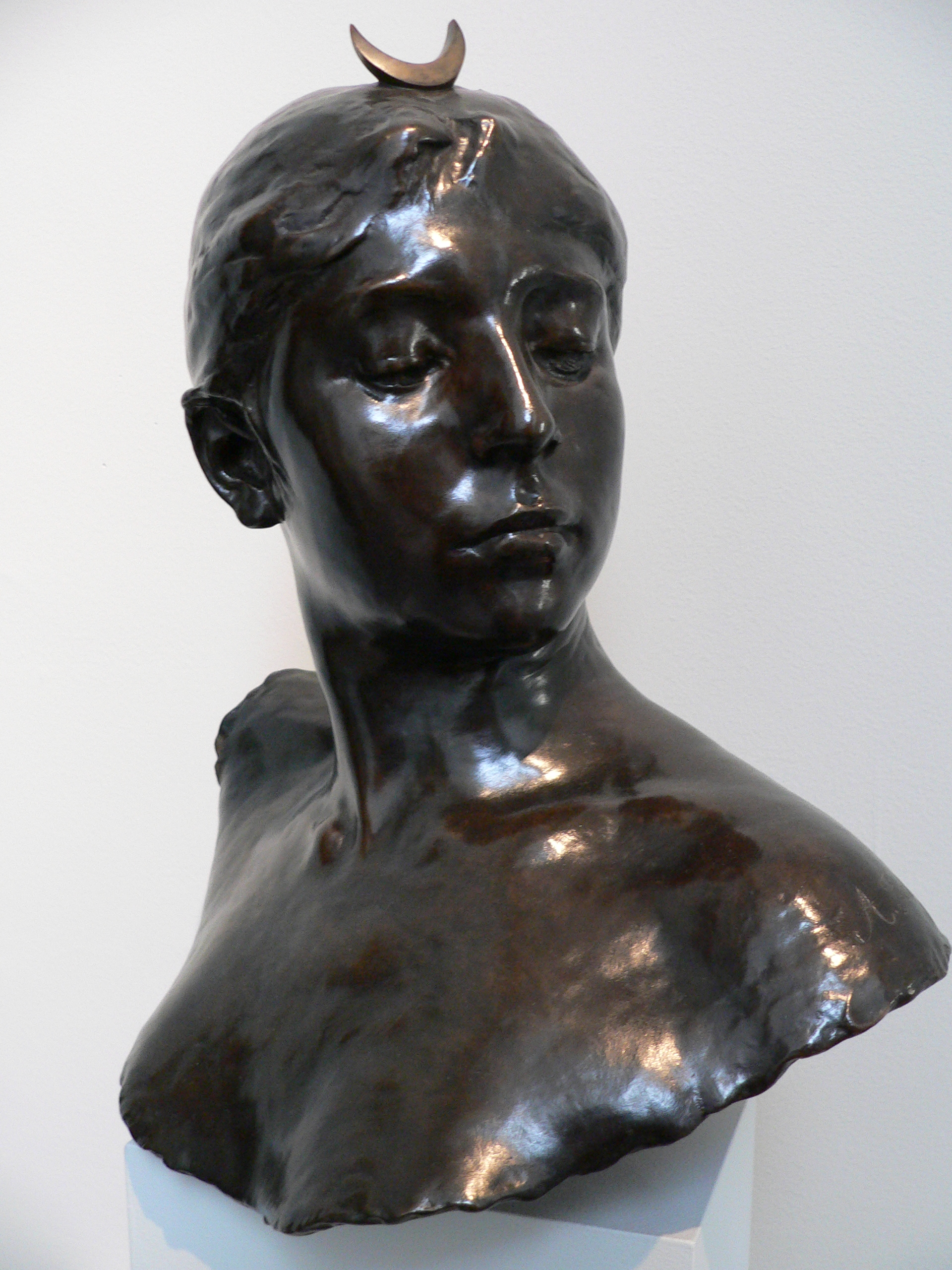
Diana (1882)
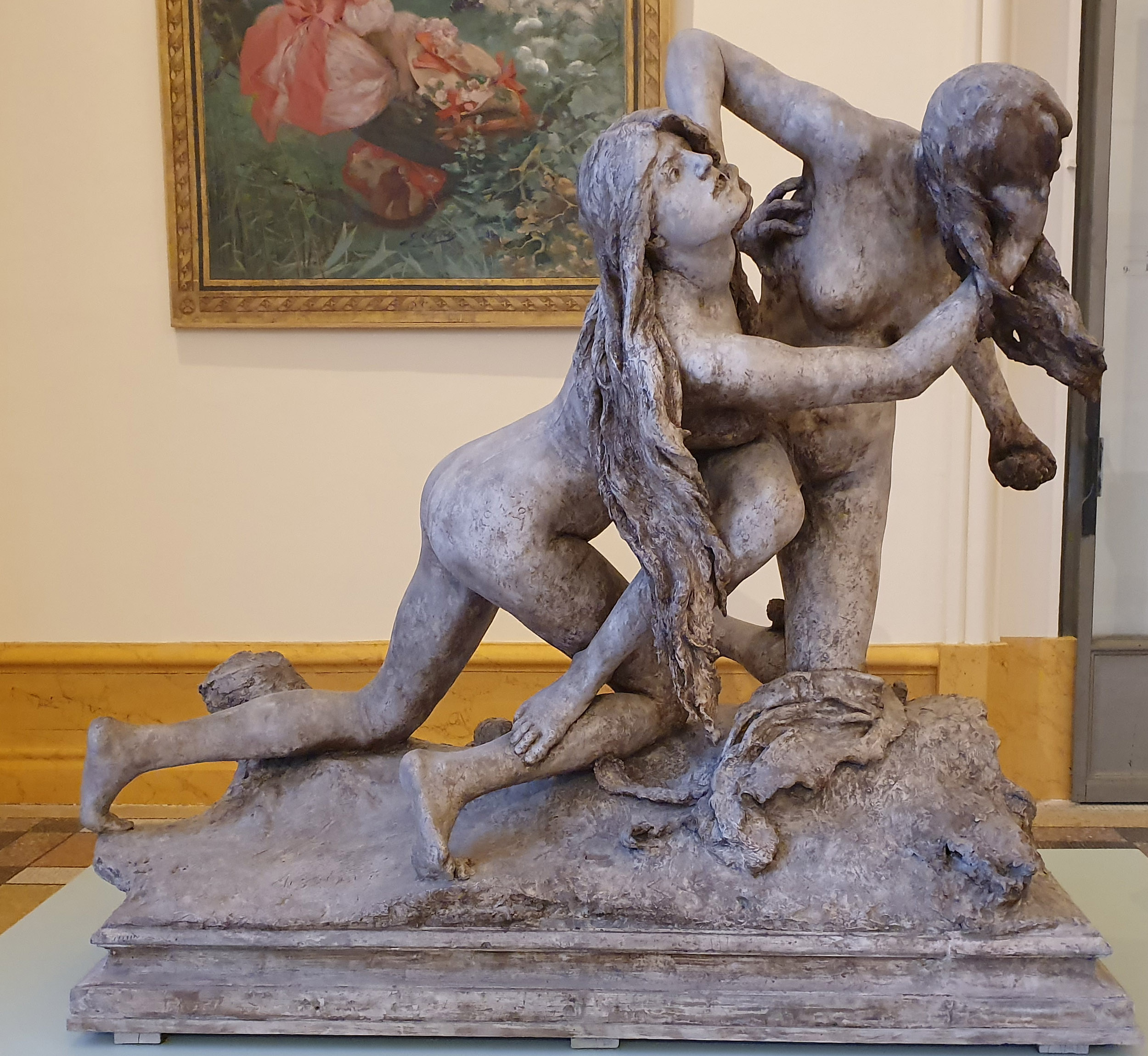
Bacchantes (1886)
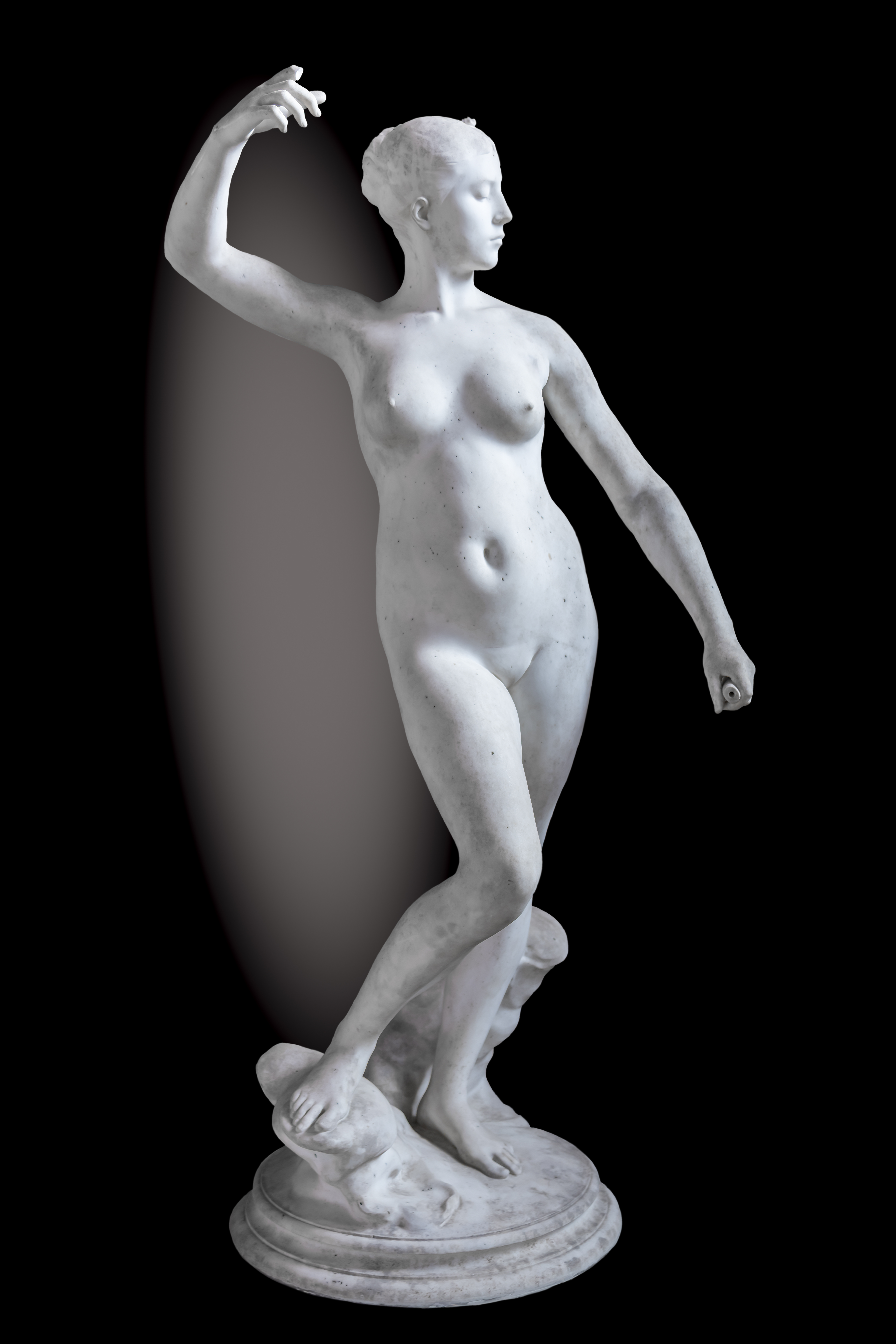
Diane (1887)
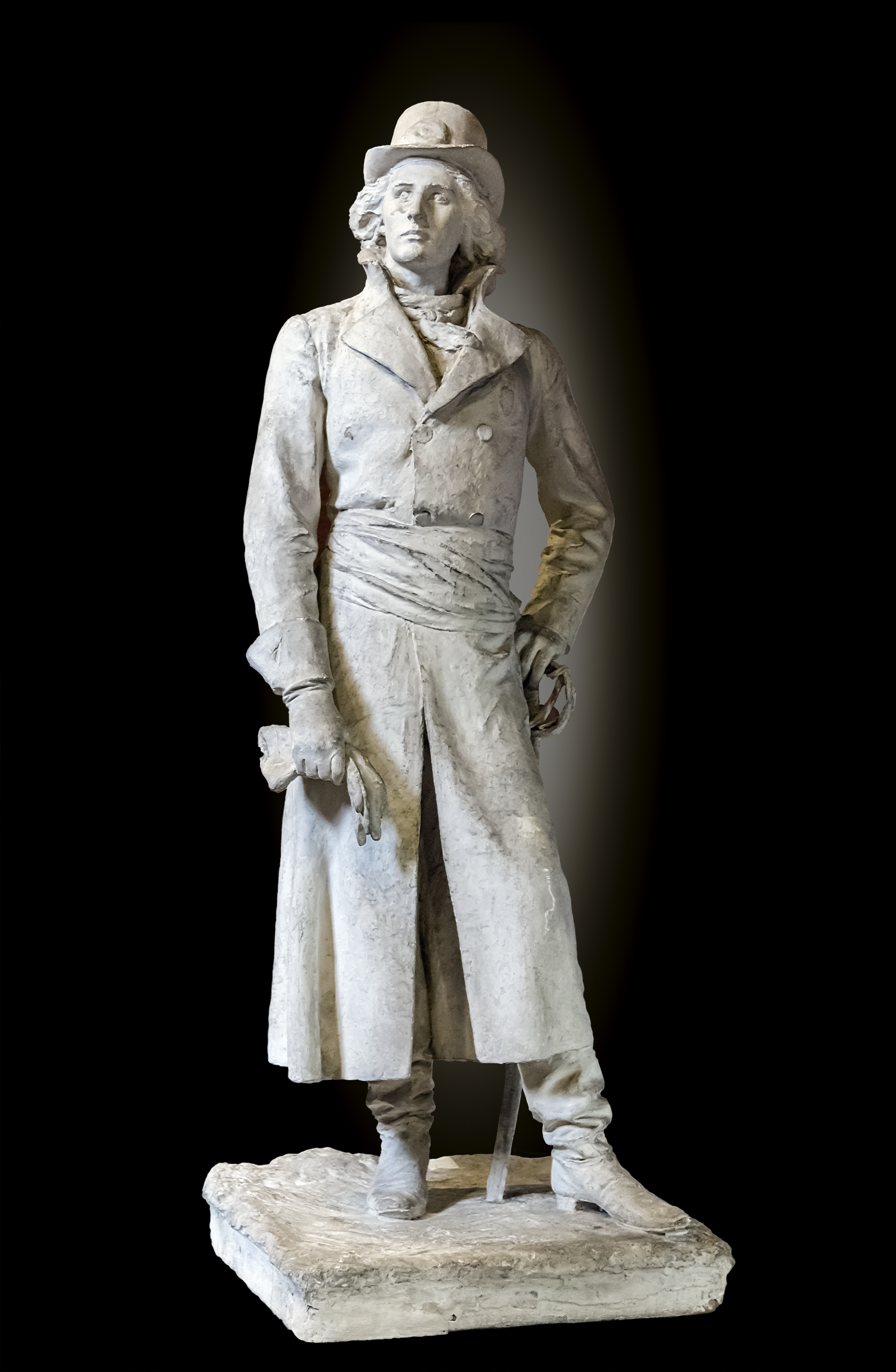
Henri de la Rochejaquelein (1895)
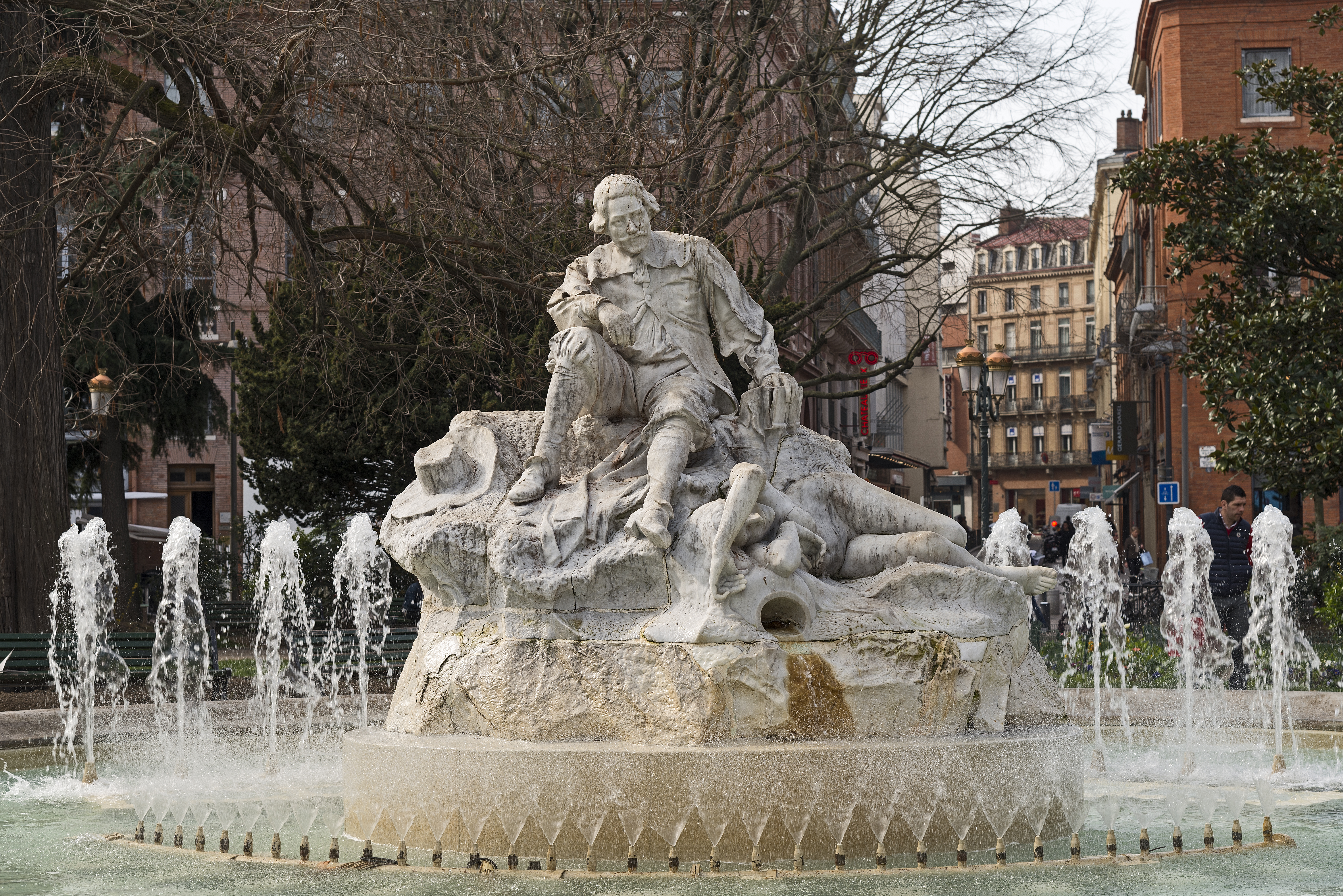
Monument à Goudouli (1898)